# 佐志能神社 (石岡市染谷)
佐志能神社（さしのじんじゃ）は、茨城県石岡市染谷にある神社。竜神山に鎮座することから、江戸時代は龍神社（龍神宮）と呼ばれていた。現在は「竜神さん」 と親しまれているほか、染谷佐志能神社と呼ぶことがある。『日本三代実録』の「村上神」及び「延喜式神名帳」の「佐志能神社」の論社である。旧社格は郷社。
茨城県内には式内佐志能神社の論社が4社あり、いずれも佐志能神社を称している。このうち、石岡市染谷と同市村上の佐志能神社は、ともに竜神山に鎮座する神社として関係が深く、「村上神」及び「龍神社」としては歴史が重なる部分もある。

## 概要
染谷佐志能神社と村上佐志能神社は、竜神山（龍神山） の東面の南北に鎮座する。染谷社は南峰の山腹（標高約85メートル）にあり、村上社は北峰の山麓（標高約70メートル）にある。両社の沿革については諸説あるが、竜神山にあって龗神（淤加美神）二座を祀り分けることから、今日、二社一対の神社と認識されている。
染谷社の参道が伸びる山麓以南に「龍神の森」と呼ばれる森林があり、宮平遺跡、金山池、常陸風土記の丘、鹿の子史跡公園、龍神の森キャンプ場等がある。常陸風土記の丘は桜の名所としても知られている。
境内は鬱蒼とした木々に覆われており昼間でも薄暗く、社殿までは急勾配の坂と石段が続く。一方、村上社は村上集落の奥深く、採石場との境界近くにひっそりと建っている。

## 祭神
主神
豊城入彦命
配祀
高龗神
国常立尊、大国主命、少彦名命、国狭槌命、豊斟渟命、猿田彦命、金山彦命、天日鷲命、武甕槌命
- 『茨城県神社写真帳』に下記の神社整理の記録がある。高龗神以外の配神9柱は、合併した神社の祭神である。
  - 明治43年10月（1909年）、石岡町の御嶽神社（国常立尊、大国主命、少彦名命）及び境内社八溝山神社（国狭槌命）、三笠山神社（豊斟渟命）、道祖神社（猿田彦命）、金刀比羅神社（金山彦命）。すべて無格社。
  - 大正元年12月（1912年）、鷲宮神社（天日鷲命）。無格社。
  - 大正3年12月（1914年）、志筑村高倉の鹿島神社（武甕槌命）。村社。
- 村上社の主神は豊城入彦命と村上大神、配神は日本武尊と闇龗神である。

### 境内社
神武天皇社（神倭磐余毘古命）と大杉神社（大物主命）の2社がある。

### 祭礼
例祭日は両社ともに4月19日である。
染谷社では里神楽「染谷十二座神楽」（石岡市指定有形民俗文化財）が奉納される。文献資料が残っていないため起源は不詳だが、江戸時代に石岡市根小屋の七大天神社の十二座神楽が伝播して成立したものという考察がある。

### 祭神について
祭神は茨城県神社庁新治支部の神社データベース「神羅」に依拠したが、資料によって混乱がある。
| 資料名                   | 発行年 | 祭神               | 配神     | 村上社の祭神         |
| ------------------------ | ------ | ------------------ | -------- | -------------------- |
| 新治郡一覧               | 1902年 | 日本武尊、高龗神   |          |                      |
| 新治郡案内               | 1911年 | 日本武尊           |          |                      |
| 石岡誌                   | 1911年 | 豊城入彦命、高龗神 |          | 豊城入彦命、高龗神   |
| 府県郷社明治神社誌料     | 1912年 | 日本武尊、高龗神   | 記載あり |                      |
| 新治郡郷土史             | 1925年 | 豊城入彦命、高龗神 |          | 豊城入彦命、高龗神   |
| 茨城県神社写真帳         | 1942年 | 日本武尊、高龗神   | 記載あり |                      |
| 境内案内板               | 1985年 | 高龗神（雌龍）     |          | 闇龗神（雄龍）       |
| 神社データベース「神羅」 | 1992年 | 豊城入彦命         | 記載あり | 豊城入彦命、村上大神 |
| 石岡市観光協会           | 2014年 | 豊城入彦命、高龗神 |          | 日本武尊、闇龗神     |
| 石岡市の歴史の記憶       | 2014年 | 豊城入彦命、高龗神 |          | 日本武尊、闇龗神     |

明治初期に編纂された地誌には、具体的な神名は記載されていない。
『府県郷社明治神社誌料』と『茨城県神社写真帳』は、『神社明細帳』を出典として明記しているため、戦前までの公的な記録では、主神は日本武尊と高龗神の2柱であったと考えられる。一方、明治中期以降の複数の地誌には、日本武尊ではなく、豊城入彦命を主神と記載するものがある。複数の伝承が存在していたとも、式内佐志能神社に関わる論争の影響とも考えられる。
神社整理による合併を除けば、おおよそ龗神と日本武尊又は豊城入彦命の2柱を祀る神社として認識されていたことが分かる。現在は豊城入彦命は主神、高龗神は配神になっている。

## 由緒
染谷社は、江戸末期の文久2年9月（1862年）に火難に遭い、社殿及び古記が焼失した。村上社もまた、度々火難に遭ってきた。このため創建年代及び近世に至るまでの沿革は不詳となっている。

### 竜神山信仰
竜神山は、八郷盆地の東、恋瀬川左岸にある標高196メートル（三角点は北峰にある。採石以前は210メートルだった）の山で、染谷、村上、根小屋、下林に跨っている。別名を「村上山」や「雄竜山」という。
大日本地名辞書に（群郷考云）「山上に二大石ありて、龍門、君門と名つく、其下洞穴深さ測るべからず、龍神山の名ある由なるべし」とある。「龍門」と「君門」という巨石があり、これが塞ぐ穴が山中深くに達していることから、龍の住処とみなされたために、竜神山の山名が生じたという。龗神は「龍門」に、豊城入彦命又は日本武尊は「君門」に対応するとみることもできる。村上社の境内には鳥居を構えた登山口がある。
竜神山は、龍神（水神）の住む山として信仰されてきた。
- 上古は、竜神山からの豊かな湧水が宮平遺跡を支えたという[10]。
- 近世の民話では、村上村は固い地盤に覆われ、井戸が掘れないため、枯渇することのない村上社にある御手洗池が「雨乞いの池」として神聖視された。池の水もまた近隣の農村から「雨乞いの霊水」として尊ばれた[9]。『石岡誌』に（村上社）「雨を掌る神なりと唱ひ、旱天には降雨を祈願するもの陸続隊をなすと云ふ」、『新治郡郷土史』に（染谷社）「殊に旱魃の際は団体にて雨乞の爲め参詣者頂背相接し神符霊水を拝受し田畑に注ぐときは霊験立どころに願はるるといふ」、『新編常陸国誌』に（村上社）「今世もし炎旱のことあれば、土人これを祈るに験あをざることなしと云」等とあり、雨乞いの霊験により近郷に知られていた。
- 染谷社には「屏風岩」があり、慈雨をもたらす雷雲が「風神の穴」から立ち上るという伝承がある。
- 新治郡郷土史に、慈雨をもたらす一方、暴風雨除けの神徳もあり、そのため染谷村上には古来から落雷降雹がないという伝承が記されている。

正徳3年（1722年）の古文書の添付地図に「右側の谷に男龍、左側の谷には女龍」 と記されており、竜神山には雌雄の「龍の谷」が存在していた。これは祭神に投影され、今日では高龗神は女神（陰龍神、女龍）、闇龗神は男神（陽龍神、男龍）と、一般的な陰陽とは逆の対応で認識されている。
昭和30年代まではなだらかな山稜をしており、「大岩巨石磊々として其半腹に群がり懸り、頗神異の観を呈す」 と描かれたが、現在は東西を横断するように山が砕石によって抉られ、峰が南北に割られている。特に東西から眺めた場合に、痛々しい山容となっている。染谷社と村上社は採石場の入口を挟み込むような配置になっており、山中で行き来することはできない。

### 式内佐志能神社
式内佐志能神社は、『続日本後紀』の巻六、承和4年3月戊子25日（837年）の記述に「常陸國新治郡佐志能神。眞壁郡大國玉神。並預官社。以比年特有靈驗也」とあり、大国玉神社とともに官社に預かった。また「延喜式神名帳」に新治郡三座（大一座小二座）のうち小社「佐志能神社」として記載された。この式内佐志能神社の論社には石岡市染谷、石岡市村上、石岡市柿岡、笠間市笠間の4社があり、いずれも佐志能神社を称している。
社伝では、染谷社は式内佐志能神社であり、豊城入彦命の玄孫荒田別命の子孫佐白公（佐自怒公）が、新治国造に任ぜられた際、祖神を祀るために創祀したという。なお新治国造の祖は比奈良珠命であり、佐自怒公が国造となった記録はない。式内佐志能神社の主神を豊城入彦命とする考察は、青山延于の説として『新編常陸国誌』に記録されており、広く伝播している。現在の佐志能神社4社は、すべて豊城入彦命を主神としている。龍神社を式内佐志能神社に比定する見解については、『大日本地名辞書』は「赤水の常陸考に、龍神を佐志能神と誤る」と、長久保赤水が出所であると批判的に記録している。
往古の石岡市域は新治郡ではなく茨城郡に属するため（新治郡と茨城郡は新旧郡域が大きく異なる）、『府県郷社明治神社誌料』に「古来学者茨城郡上市毛村字佐白山鎮座村社佐志能神社に擬し、未だ当社を以て式社とするを聞かず」とあるように、古くから笠間市笠間の佐志能神社が確説とされてきた。祭神の項に列挙した地誌においても、式内佐志能神社とする見解が存在することに言及しつつ、これを否定するという構成を採るものがある。
一方、同じく『府県郷社明治神社誌料』は「新治茨城の二郡は相接し、佐代公茨城造亦同祖たり、又石岡は元と国府ありし所、總社ありし所、此の間何等かの事実の伏在するが如し、古来の社伝今遽（にわ）かに捨てがたし」とも付記している。西北の石岡市柿岡に、古来から豊城入彦命の墳墓と伝わる「丸山古墳」があり、南面に柿岡佐志能神社が鎮座していることも「何等かの事実の伏在するが如し」の一材料となる。

### 村上神
村上神は、『日本三代実録』の巻第四十八、仁和元年9月7日戊子（885年）の記述に「授常陸国従五位上羽梨神正五位下、従五位下村上神従五位上」とあり、羽梨山神社とともに従五位上に昇叙した。羽梨山神社は「延喜式神名帳」の常陸国茨城郡三座（並小）の一社である。なお『日本三代実録』には郡名の記載はない。『新編常陸国誌』は「郡郷考（常陸国郡郷考）」「旧地考（常陸旧地考）」「答問説」等の諸文献に基づき、村上神を村上佐志能神社に比定している。
往古、竜神山の東麓一帯を村上村といい、染谷村は村上村の分村として成立した。『新編常陸国誌』に（村上村は）「古へは大村なりしよし、里人云伝ふ、村上千軒など女童の口ずさみにも云あへり」「染谷村の人の話に、我染谷村は、古へ村上村の内にて、染屋職の者の多く住居たる故、染屋と云しを、いつの頃か今の如く染谷と書かへたる也といへりき、染谷村の村上村の小名なることは、染谷村にも伝へたること疑ひなし、と云るが如し」とある。江戸初期の元禄検地には両村の記載がある。
染谷社の社伝では、分村の際、「村上神」が染谷村の村域に入ったため、村上村で新たに村上社を創祀したという。一方、『新編常陸国誌』は「今按に新治郡村上村染谷村の龍神は、両方ともに村上神也、そは村上村の村上神也、さて此村上のうち染谷の方にも、斎祭たるものなり」と、染谷社は村上社の分社としている。いずれにしても、染谷村上の両村が古くは一社の「村上神」を奉斎していたという認識は共通している。
『大日本地名辞書』に「村上とは、蓋湯津石村の神の義なり」とする考察がある。古事記の神産みの神話で、伊邪那岐命が十握剣で迦具土神の頸を斬った時に、「御刀前之血」及び「御刀本血」が「湯津石村」にた走り就き、6柱の神を産んだ。同書はさらに闇龗神を「湯津石村」にた走り就いた血から化生した神とし、闇龗神は龍蛇神とされていることと合わせて、龍神信仰と関連づけている。
村上神を蛇神とする伝承は、『標注古風土記』の那賀郡の「晡時臥之山」の注に「峨眉 小説云、今、新治郡茨城村西北二里許有村上村、其山上有村上龍神社、里俗相伝、上古所祭小蛇祠也」と記録されている。上古、村上神は蛇神を祀る「小蛇祠」だったという。また『新編常陸国誌』の中山信名による補筆部分 に、『常陸国風土記』に蛇神に関わる伝承が記録されている「晡時臥之山」は竜神山であって、誤って那賀郡茨城郷の条に収められたものではないかという考察がある。ただし、一般には「晡時臥之山」は水戸市、笠間市、城里町の境界にある「朝房山」に比定されている。

### その他の資料
『神祇志料』に「大同類聚方に茨城郡拝師里、羽梨山之神社とみゆ、和名抄拝師郷あり、今新治郡上林下林村あり、国図に拠るに、府中の西北にあたれり、付て考に備ふ」とあり、竜神山とは明記していないが、その西側の上林下林に常陸国茨城郡の式内社「羽梨山神社」が存在したことを示唆する資料がある。なお、日本三代実録は「羽梨神」と「村上神」の昇叙を同日に記録しているため、この二神が同一神であるとは考えにくい。一般には「羽梨山」は難台山の古名であり、式内羽梨山神社は笠間市上郷の羽梨山神社に比定されている。
『新治郡郷土史』の葦穂村（現・石岡市）の籠神社の項に「大字小屋字大佐久山にあり軍旗を祀るといひ伝ふらく該地は往古龍門山といふ小田氏祖先伝ふる所の軍旗にあり一を天龍といひ一を海龍といふ天龍を上曽龍門山即本社に祭り海龍は府中今の石岡町村上社に祀るといふ」とある。石岡市上曽にある龍門山という山、大佐久山という字、籠神社という神社はいずれも所在不明であるが、この資料によれば、村上社は小田氏ゆかりの軍旗「海龍」を祀っていた。

### 明治以降
- 1883年（明治16年）4月 - 村上社が「佐志能神社」に改称した[1]。
- 1896年（明治29年）4月 - 染谷社が郷社に列した。なお、村上社は社格を有さなかった（無格社）。
- 昭和30年代中頃 - 戦中に断絶していた染谷十二座神楽の保存会が結成された[6]。
- 1964年（昭和39年） - 竜神山に採石場が開設された[15]。
- 1978年（昭和53年） - 竜神山が茨城県の自然環境保全地域（15、竜神山）に指定された。